# 雁石溪

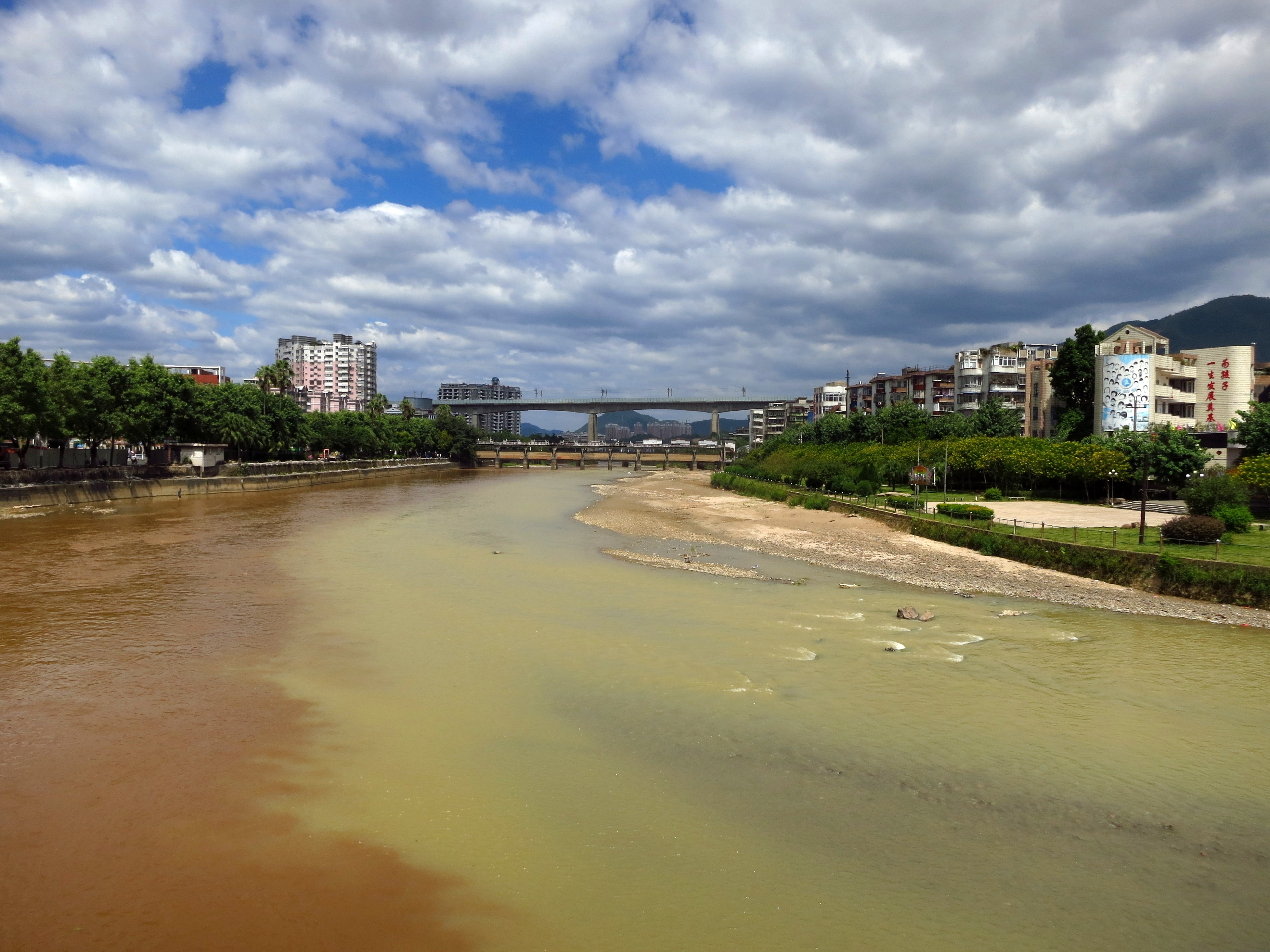
龙岩市新罗区城区内董邦溪（小溪）汇流处。

雁石溪，位于中国福建省龙岩市的一條河川，是九龙江上游右岸支流，上游称红坊溪（部分资料将龙门溪作为上游），发源于龙岩市永定区高陂镇曲峰村（赤峰溪），蜿蜒向东南注入新罗区黄岗水库，出库后向东北流，流经红坊镇，过龙岩市区也称龙川，经雁石镇、苏坂镇后，于苏坂合溪村汇入九龙江万安溪河段。河长102千米，流域面积1459平方千米，河道比降3.6‰，年均径流量15.05亿立方米。

## 支流
- 龙门溪
- 董邦溪（小溪）
- 富溪（白坂川）
- 黄庄溪（高聚溪）
- 硿溪
- 下洋坑溪
- 美丽溪
- 厦老溪（又名冢皞溪）
- 大洋坑溪（又名四集溪）